# Kerry Morris
Kerry Morris (1988) es una deportista australiana que compite en triatlón, desde 2021 lo hace bajo la bandera de Irlanda.
Ganó una medalla de plata en el Campeonato de Oceanía de Triatlón de 2019 en la prueba de relevo mixto.

## Palmarés internacional
| Representando a Australia |                       |                  |              |
| Campeonato de Oceanía     |                       |                  |              |
| Año                       | Lugar                 | Medalla          | Prueba       |
| 2019                      | Devonport (Australia) | Medalla de plata | Relevo mixto |